# دينيس مانتوروف
دينيس فالينتينوفيتش مانتوروف(بالروسية: Денис Валентинович Мантуров) هو وزير الصناعة والتجارة الحالي لروسيا الإتحادية.

## حياته
ولد عام 1969 في مدينة مورمانسك الروسية، وتخرج في عام 1994 من جامعة موسكو الحكومية بتخصص علم الاجتماع، ثم انهى الدراسات العليا وحصل على الدكتوراه في الحقوق.
وتولى عامي 1998-2000 منصب نائب مديرعام مصنع أولان-أودي للطائرات. في سنة 2000 تم تعيينه في منصب المدير التجاري لمصنع "ميل" للمروحيات في موسكو.
وكان في فترة أعوام 2003 - 2007 يشغل منصب مدير عام شركة «أوبورون بروم» الروسية للصناعات الحربية. وتولى عام 2007 منصب نائب وزير الصناعة والطاقة ثم تولى منصب وزير الصناعة والتجارة في حكومة فلاديمير بوتين.
وفي 21 مايو/أيار عام 2012 تم تعيينه وزيرا للصناعة والتجارة في حكومة دميتري مدفيديف.

## أسرته
هو متزوج من ناتاليا كيسيل ولديهما ابن وابنة.